# عبدالاله العامر
عبدالاله العامر (عربی: عبد الإله العامر؛ زادهٔ ۲۸ فوریهٔ ۱۹۹۰) یک ورزشکار اهل عربستان سعودی است.
از باشگاه‌هایی که در آن بازی کرده‌است می‌توان به باشگاه فوتبال الفیصلی عربستان سعودی و باشگاه فوتبال القادسیه عربستان سعودی اشاره کرد.